# Breathe (Blu-Cantrell-Lied)
Breathe (englisch für „Atmen“) ist ein Lied der US-amerikanischen Sängerin Blu Cantrell, das sie zusammen mit dem Rapper Sean Paul aufnahm. Der Song wurde am 24. Juni 2003 als Teil ihres zweiten Studioalbums Bittersweet veröffentlicht und im Juli als Single ausgekoppelt.

## Inhalt
| Liedteil   | Künstler                |
| Refrain    | Sean Paul, Blu Cantrell |
| 1. Strophe | Blu Cantrell            |
| 2. Strophe | Blu Cantrell            |
| 3. Strophe | Sean Paul               |

Breathe handelt von einer Liebesbeziehung, die sich in einer Krise befindet. So singt Blu Cantrell aus der Sicht der Frau, dass ihr Mann sie vernachlässige, obwohl er stets beteuere, sie zu lieben. Zudem habe sie von einer anderen Frau gehört, die behaupte, mit ihrem Mann auszugehen. Sie überlege ernsthaft, sich von ihm zu trennen, da ihre Liebe nur wehtue und sie Platz zum Atmen brauche. Wenn sie ihn verlasse, würde er bitterlich weinen. Sean Paul rappt aus der Position des Mannes, beteuert seine Liebe und dass er immer an ihrer Seite sein und sie unterstützen werde. Sie solle nicht überreagieren, sondern sich an die schönen Zeiten erinnern, da eine Beziehung Höhen und Tiefen habe. Letztendlich verstehe er ihre Anschuldigungen nicht und sehe keinen Grund für eine Trennung.

“So what’s that supposed to be about, baby? (Breathe)

Gal, free up ya vibe and stop acting crazy (Breathe)

Reminisce ’pon all the good times daily (Lady a good girl)

Why you trying to pose like I be acting shady? (Let it breathe)”

## Produktion
Das Lied wurde von den US-amerikanischen Musikproduzenten Mark Pitts, Ivan Matias und Andrea Martin produziert. Dabei verwendeten sie ein Sample des Songs What’s the Difference des Rappers Dr. Dre aus dem Jahr 1999. Neben Andrea Martin und Ivan Matias sind auch Richard Bembery, Mel-Man, Stefon Harris, Xzibit, Eminem und Charles Aznavour als Autoren angegeben.

## Musikvideo
Bei dem zu Breathe gedrehten Musikvideo führte Hype Williams Regie. Es zeigt Blu Cantrell und Sean Paul, die den Song vor einem hellblauen Hintergrund singen bzw. rappen. Teilweise sind im Hintergrund weiß gekleidete Tänzerinnen zu sehen. Blu Cantrell fährt zudem in einem hellblauen Mercedes-Cabrio durch eine Stadt. Dabei ist sie sehr riskant, mit hoher Geschwindigkeit unterwegs und driftet in den Kurven. Später tanzen sie und Sean Paul zusammen vor dem hellblauen Hintergrund.

## Single

### Covergestaltung
Das Singlecover zeigt Blu Cantrell, die größtenteils in Weiß und bauchfrei gekleidet ist. Sie blickt den Betrachter an und trägt einen hellblauen Hut. Links oben im Bild befinden sich die Schriftzüge blu cantrell, breathe und (Rap Version) Featuring Sean Paul in Blau und Schwarz. Der Hintergrund ist überwiegend weiß gehalten.

### Titellisten
Single 1
1. Breathe feat. Sean Paul (Rap Version – Radio Mix) – 3:49
2. Breathe (No Rap Version – Radio Mix) – 3:21

Single 2
1. Breathe feat. Sean Paul (Rap Version) – 3:49
2. Breathe (Radio Mix) – 3:21
3. Breathe (Ed Funk & D Rek Remix) – 5:30

Maxi
1. Breathe feat. Sean Paul (Rap Version – Radio Mix) – 3:49
2. Breathe (No Rap Version – Radio Mix) – 3:21
3. Breathe (Andy & The Lamboy Radio Edit) – 3:43
4. Breathe (Instrumental) – 3:45

### Chartplatzierungen
Breathe stieg am 8. September 2003 auf Platz 24 in die deutschen Singlecharts ein und erreichte fünf Wochen später mit Rang sieben die beste Platzierung, die es drei Wochen belegte. Insgesamt hielt sich der Song 17 Wochen in den Top 100, davon fünf Wochen in den Top 10. Am erfolgreichsten war das Lied im Vereinigten Königreich, wo es vier Wochen lang die Chartspitze belegte. Weitere Top-10-Platzierungen gelangen unter anderem in der Schweiz, in Norwegen, Dänemark und Australien. In den deutschen Single-Jahrescharts 2003 erreichte der Song Position 39.
| ChartsChartplatzierungen       | Höchstplatzierung | Wochen |
| ------------------------------ | ----------------- | ------ |
| Deutschland (GfK)              | 7 (17 Wo.)        | 17     |
| Österreich (Ö3)                | 11 (22 Wo.)       | 22     |
| Schweiz (IFPI)                 | 5 (30 Wo.)        | 30     |
| Vereinigte Staaten (Billboard) | 70 (20 Wo.)       | 20     |
| Vereinigtes Königreich (OCC)   | 1 (24 Wo.)        | 24     |

| ChartsJahrescharts (2003)    | Platzierung |
| ---------------------------- | ----------- |
| Deutschland (GfK)            | 39          |
| Österreich (Ö3)              | 65          |
| Schweiz (IFPI)               | 15          |
| Vereinigtes Königreich (OCC) | 8           |

### Auszeichnungen für Musikverkäufe
Breathe erhielt im Jahr 2022 in Deutschland für mehr als 150.000 verkaufte Einheiten eine Goldene Schallplatte. Im Vereinigten Königreich wurde es im gleichen Jahr für über 1,2 Millionen Verkäufe mit Doppel-Platin ausgezeichnet.
| Land/Region                  | Auszeichnungen für Musikverkäufe (Land/Region, Auszeichnung, Verkäufe) | Verkäufe  |
| ---------------------------- | ---------------------------------------------------------------------- | --------- |
| Australien (ARIA)            | Gold                                                                   | 35.000    |
| Dänemark (IFPI)              | Gold                                                                   | 45.000    |
| Deutschland (BVMI)           | Gold                                                                   | 150.000   |
| Neuseeland (RMNZ)            | Platin                                                                 | 30.000    |
| Norwegen (IFPI)              | Gold                                                                   | 5.000     |
| Vereinigtes Königreich (BPI) | 2× Platin                                                              | 1.200.000 |
| Insgesamt                    | 4× Gold · 3× Platin ·                                                  | 1.465.000 |

Hauptartikel: Sean Paul/Auszeichnungen für Musikverkäufe

## Soloversion
Blu Cantrell nahm auch eine Soloversion des Songs auf, die auf der zugehörigen Single enthalten ist. Zu dieser Version erschien ebenfalls ein Musikvideo.